# Avant
Avant – miasto w Stanach Zjednoczonych, w stanie Oklahoma, w hrabstwie Osage.